# Gradec, Črnomelj
Gradec (izgovarjava [ˈɡɾaːdəts]; občasno Zagradec; nemško Grodetz, Groditz, ali Grodez; kočevarsko: Grodetz) je odmaknjeno zapuščeno naselje v Občini Črnomelj v Beli krajini v jugovzhodni Sloveniji. Naselje leži na Dolenjskem in je vključeno v Jugovzhodno statistično regijo. Njeno ozemlje je danes del Rožič Vrha. Južno od Gradca stoji kočevarska opuščena vas Topli Vrh.

## Ime
Gradec je v Sloveniji razmeroma pogost toponim in je izpeljan iz slovenskega občnega poimenovanja za obzidano naselje (iz katerega se je šele kasneje razvilo poimenovanje za grad). Jezikoslovec Anton Breznik (1881–1944) je domneval, da je v tem primeru ime izpeljano iz samostalnika grod 'rebro, greben', ki se nanaša na lego naselja na grebenu. Iz nemškega poimenovanja je izpeljano tudi nemško ime Grodetz.

## Zgodovina
Gradec je bila kočevarska vas. V urbarju iz leta 1574 in popisu leta 1770 ni omenjena, zato se vaško ustanovitev uvršča kot poznejšo od teh dveh. Pred drugo svetovno vojno je imela šest hiš in 33 prebivalcev. Prebivalce so izselili jeseni 1941, območje pa so požgale italijanske enote med ofenzivo v Kočevskem Rogu poleti leta 1942. Po vojni so na tem mestu zgradili gozdarsko kočo, do katere vodi gozdna cesta. Nekdanja vas je registrirana kot kulturna dediščina.

### Množični grobišči
V bližini Gradca se nahaja množično grobišče, ki je povezano z drugo svetovno vojno. Grobišče Zagradec se nahaja v vrtači pod gozdno potjo in senožetjo jugovzhodno od naselja. V grobišču so posmrtni ostanki 61 Romov iz Kanižarice, ki so bili pomorjeni 21. julija 1942.
Približno 2,5 km vzhodno proti Rožič Vrhu se v gozdu nahaja tudi Grobišče Rožič Vrh.

## Cerkev
V vasi je stala podružnična kapela, posvečena svetemu Križu. Kapela je nekaj časa bila tudi romarska destinacija. Po ustnem izročilu je bila cerkev zgrajena med letoma 1550 in 1580.